# Хлорированный поливинилхлорид

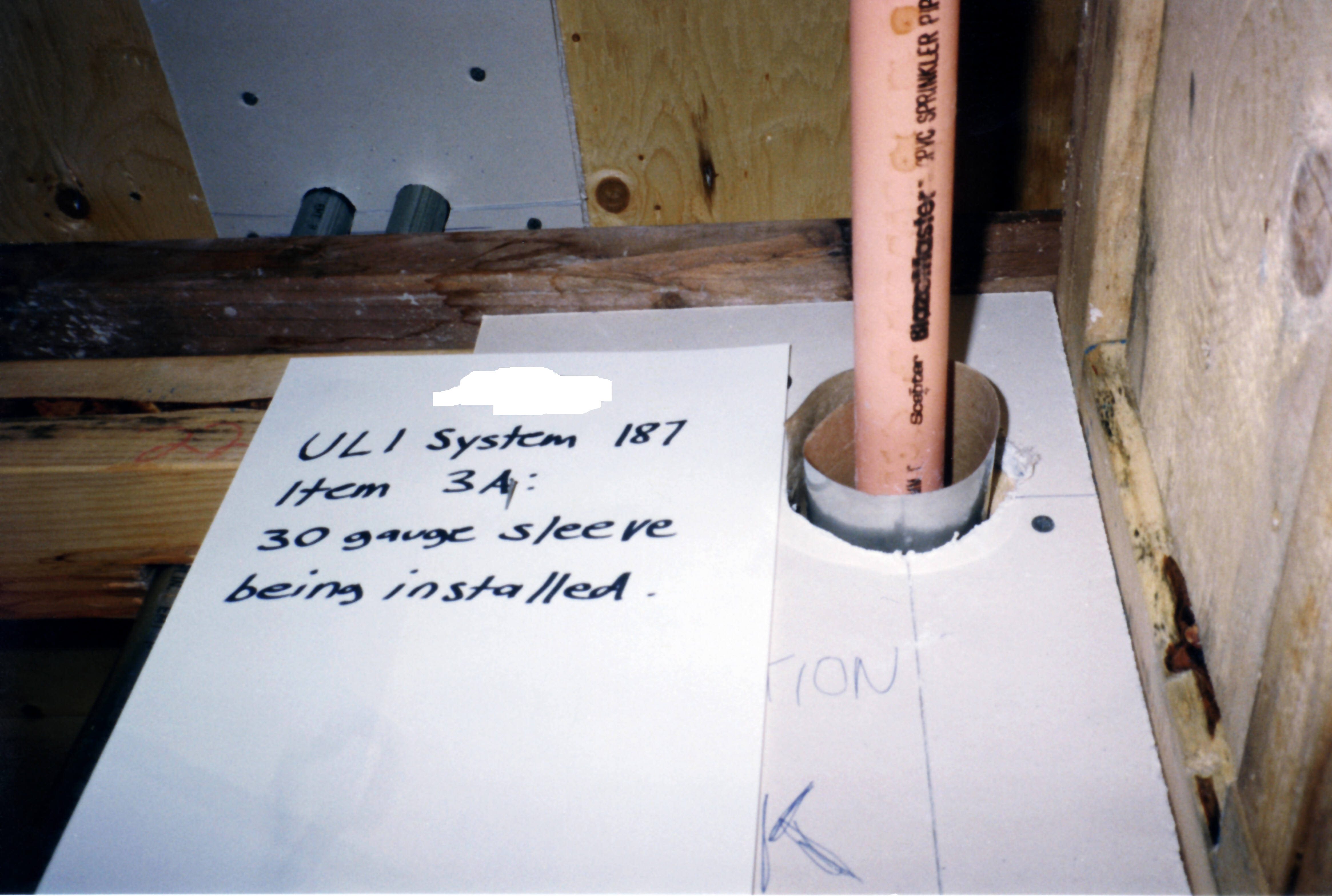
Труба пожаротушения Scepter Blazemaster из ХПВХ в макете противопожарной системы, строящейся в Мишн-Мэнор, Мишн, Британская Колумбия, Канада

Хлорированный поливинилхлорид (ХПВХ, CPVC или PVCC, также перхлорвиниловая смола) — термопласт, получаемый путём хлорирования поливинилхлорида (ПВХ) с целью повышения растворимости и увеличения его термостойкости. В зависимости от метода хлорирования (в растворе либо в суспензии) различают растворимый ХПВХ (р) и теплостойкий (Т).
Используется для изготовления труб (в частности, для водоснабжения и систем пожаротушения) и промышленных ёмкостей для жидкостей.
Обладает самыми высокими характеристиками огнестойкости среди термопластичных полимеров, не плавится и не образует горящих капель, имеет самую высокую среди термопластов температуру воспламенения (482 °С).
Процесс производства Хлорированный поливинилхлорид (ХПВХ) — это ПВХ, который был хлорирован с помощью реакции свободнорадикального хлорирования. Эта реакция обычно инициируется применением тепловой или УФ-энергии с использованием различных подходов. В этом процессе газообразный хлор разлагается на свободнорадикальный хлор, который затем реагирует с ПВХ на стадии после производства, по существу заменяя часть водорода в ПВХ хлором.
В зависимости от метода в полимер вводится различное количество хлора, что позволяет измерить способ точной настройки конечных свойств. Содержание хлора может варьироваться от производителя к производителю; основание может составлять от 56,7 % ПВХ до 74 мас.%, хотя в большинстве промышленных смол содержание хлора составляет от 63 до 69 %. Поскольку содержание хлора в ХПВХ увеличивается, его температура стеклования значительно увеличивается. При нормальных условиях эксплуатации ХПВХ становится нестабильным при 70 мас.% Хлора.
Различные добавки также вводятся в смолу, чтобы сделать материал более восприимчивым к обработке. Эти добавки могут состоять из стабилизаторов, модификаторов ударопрочности, пигментов и смазок.
Физические свойства ХПВХ разделяет большинство характеристик и свойств ПВХ, но также имеет некоторые ключевые отличия. ХПВХ легко обрабатывается, включая механическую обработку, сварку и формование. Из-за своей превосходной коррозионной стойкости при повышенных температурах, CPVC идеально подходит для самонесущих конструкций, где присутствуют температуры до 200 °F (93 °C). Способность сгибать, придавать форму и сваривать ХПВХ позволяет использовать его в самых разных процессах и приложениях. Обладает огнезащитными свойствами.